# Gallinago media
La agachadiza real (Gallinago media) es una especie de ave caradriforme de la familia Scolopacidae que vive en Eurasia y África. Cría en los humedales y praderas húmedas con vegetación corta del noreste de Europa y noroeste de Asia y migra al África subsahariana para pasar el invierno.

## Descripción

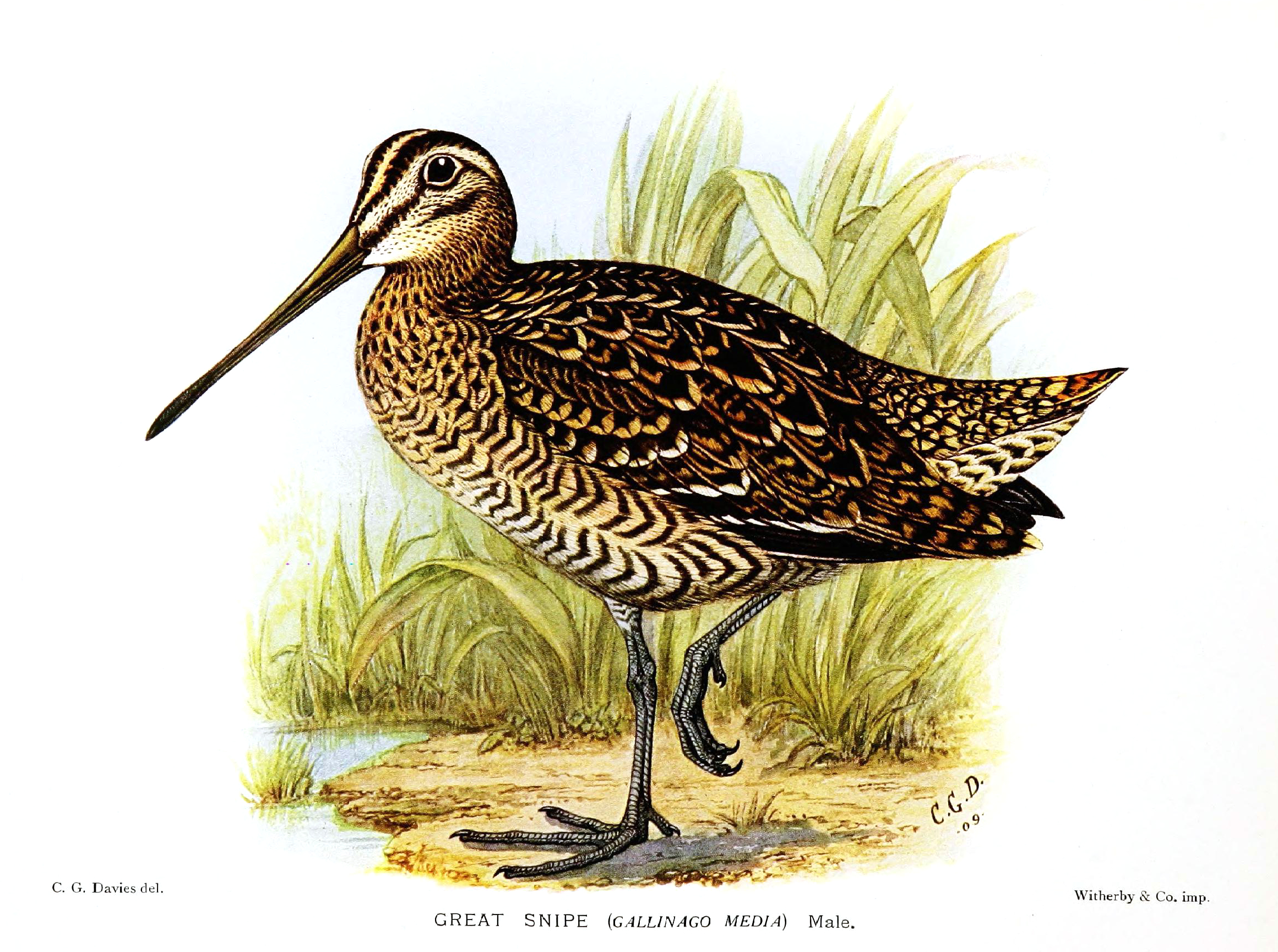
Macho.

Mide entre 26-30 cm de largo y tiene una envergadura alar de entre 42-50 cm. Los adultos de agachadiza real son solo un poco mayores, aunque bastante más robustas, que la agachadiza común y tienen el pico más corto. Sus partes superiores son principalmente pardas con motas claras y oscuras, y las partes inferiores son principalmente blanquecinas veteadas en pardo, aunque su pecho es castaño. Presenta franjas claras longitudinales en la espalda y la parte superior de las alas. También presenta un patrón de listas claras y oscuras en la cabeza, siendo las listas superciliares y la lista pileal media blanquecinas y las listas pileales laterales, las listas oculares y las bigoteras oscuras.

## Comportamiento
Esta ave destaca por su capacidad para volar a gran velocidad enormes distancias sin parar. Pueden volar hasta a 97 kilómetros por hora, prácticamente sin ayuda del viento. Se ha registrado que algunas han volado en 48 horas sin parar hasta 6.760 km. Aunque sus alas no son especialmente aerodinámicas y carecen de extremos puntiagudos. Generalmente no paran para comer a pesar de tener la oportunidad y aguantan con sus reservas de grasa.
Buscan alimento en el barro, sondeando y picoteando en busca de presas. Se alimentan de insectos y lombrices, y ocasionalmente de materia vegetal. Son difíciles de ver ya que se camuflan bien con su entorno. Cuando algo los obliga a salir de su escondrijo vuelan recto hasta llegar a considerable distancia volviéndose a esconder entre la vegetación.

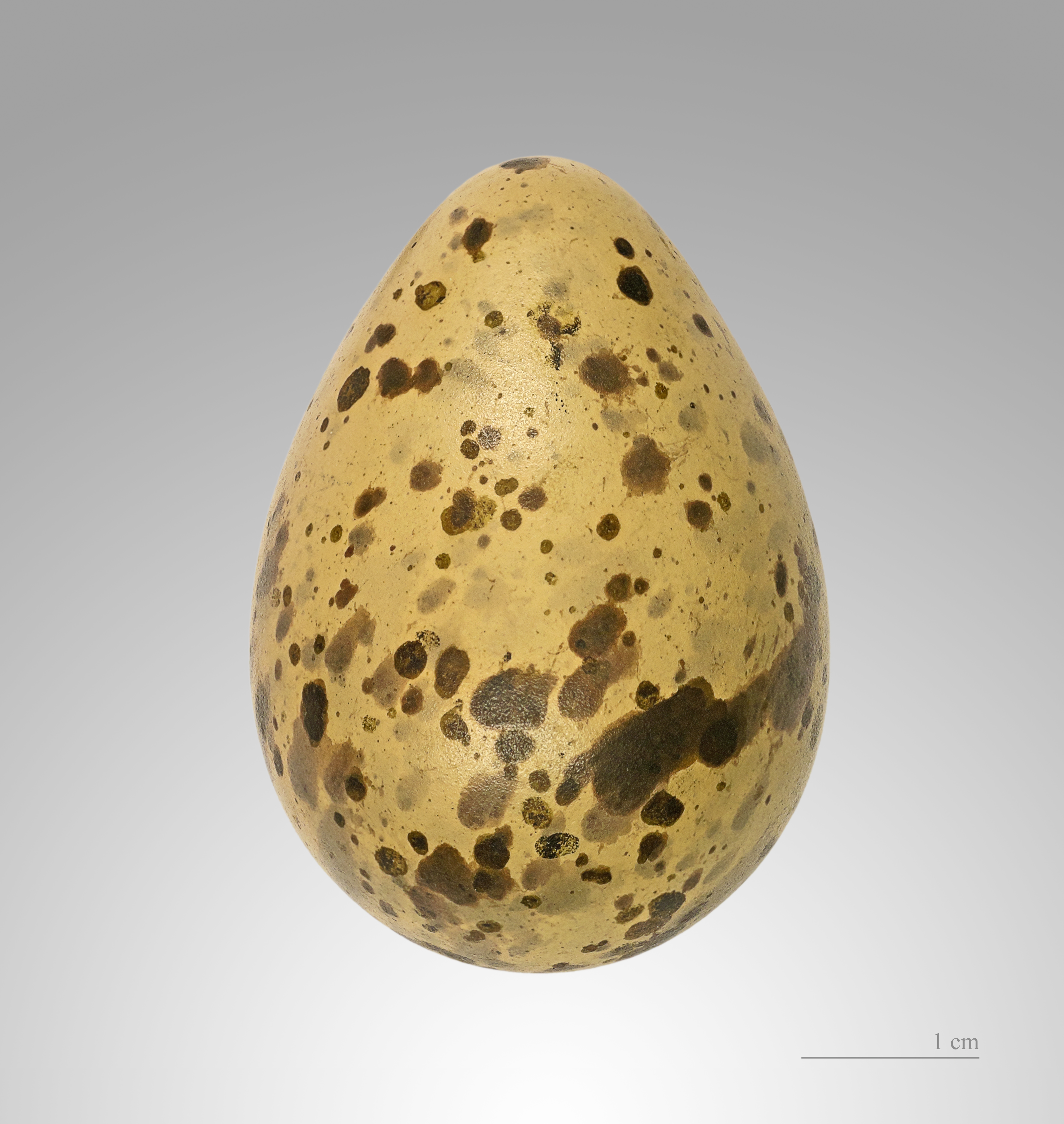
Huevo de Gallinago media, MHNT.

En la época de cría los machos se pavonean en los leks, estirándose con las plumas del pecho ahuecadas y la cola extendida. Suelen realizar saltos y emiten diversos sonidos durante la exhibición. Las hembras suelen poner 3-4 huevos en un nido en el suelo escondido entre la vegetación.

## Registro fósil
Se han encontrado fósiles de agachadiza real en Carolina del Norte, datados alrededor de 4,465 Ma ±0,865M. Esto indica que esta especie podría haberse trasladado cruzando el océano Atlántico.